# Internetcensuur

Internetcensuur wereldwijd
Geen censuur
Beperkte censuur
Land staat onder toezicht van Verslaggevers Zonder Grenzen
Zware censuur
Het censuurniveau van Tunesië is veranderd sinds de overheid van Zine El Abidine Ben Ali ten val kwam op 14 januari 2011.

Internetcensuur is de wettelijke controle of onderdrukking van wat toegankelijk is, gepubliceerd of bekeken kan worden op het internet. Dit is vergelijkbaar met censuur zoals dat ook in de wereld buiten internet plaatsvindt.

## Belemmering van toegang
Internetcensuur kan worden toegepast door overheden die zo willen voorkomen dat de bevolking toegang krijgt tot bepaalde informatie. Op internet kan informatie die in het ene land verboden is, alsnog terug worden gevonden op een website die gemaakt is in een land waar deze informatie niet verboden is. Overheden die geen controle hebben over deze websites kunnen desondanks proberen de site ontoegankelijk te maken, bijvoorbeeld via een zwarte lijst of een internetfilter. 
Omdat in de meeste landen (uitgezonderd Noord-Korea) de overheid geen totale controle heeft over alle computers die op het internet zijn aangesloten, is internetcensuur vaak lastig toe te passen. Datahavens als Freenet maken het mogelijk informatie online te zetten zonder dat die weer kan worden verwijderd, en waarvan de plaatser niet te traceren is naar een specifieke digitale identiteit of organisatie.
De meest effectieve methode van internetcensuur, is de toegang tot internet geheel onmogelijk maken. Dit kan door alle routers af te snijden en alle hardware uit te schakelen. 
Een specifiekere methode is het gebruik van internetfilters, zoals SmartFilter. Deze kunnen worden gekoppeld aan alle routers waardoor bepaalde sites niet meer toegankelijk zijn voor computers die via deze router op internet zitten. Dit soort filters worden onder andere toegepast door Saoedi-Arabië, Tunesië en Soedan. Filters kunnen filteren op IP-adressen, het Domain Name System, en URL’s. Deze filters zijn echter niet altijd even waterdicht, en kunnen soms met (weinig) moeite worden omzeild. 
Internetcensuur kan ook in het geheim plaatsvinden, bijvoorbeeld door de router in te stellen dat er een valse foutmelding in beeld komt indien men een specifieke website wil bezoeken, waardoor het lijkt alsof de site zelf uit de lucht ligt.

### Omzeilen
Het omzeilen van internetcensuur kan in sommige landen illegaal zijn, en bij betrapping leiden tot boetes of zelfs gevangenisstraf.
Er bestaan verschillende manieren om internetcensuur door middel van filters te omzeilen. Een voorbeeld is het gebruik van proxyservers. Deze sites worden zelf vaak niet geblokkeerd door het filter, maar kunnen wel informatie van wel geblokkeerde sites weergeven.  Ook een Virtueel Particulier Netwerk kan gebruikt worden om een blokkade te omzeilen. De gebruiker kan via een VPN geblokkeerde websites bezoeken via een server in een ander land. Een combinatie van beide voorgaande is het netwerk van Psiphon, software waarmee gebande sites kunnen worden bezocht. Hiervoor moet de software eerst worden geïnstalleerd op een computer die wel vrij toegang tot de gewenste site heeft, zodat deze als proxy kan dienen voor andere computers.
Een andere methode is het gebruik maken van een vermaasd netwerk. Hierdoor kunnen gebruikers communiceren via een lokaal netwerk van apparaten die zijn verbonden via Bluetooth, in plaats van via een internetverbinding. De methode werd met succes toegepast door Hongkongse activisten tijdens de protesten in 2019-2020,.
Ook satellietcommunicatie omzeilt censuur op het fysieke internet. Satelliettelevisie wordt gebruikt in het laagdrempelig Iraanse project Toosheh, waarbij dagelijks een selectie van in het land niet-vrije content wordt verstuurd via satelliet. Wie een schotelantenne heeft, kan het pakket capteren en na conversie op de computer bekijken. Ook met internet via satelliet kunnen restricties op het fysieke grondnet wordt omzeild.

### Landen die internetcensuur toepassen

#### Wereldwijd
De organisatie Verslaggevers Zonder Grenzen houdt zich wereldwijd bezig met het aankaarten van internetcensuur. In 2006 begon de organisatie met het bijhouden van een lijst van zogenaamde "vijanden van het internet". Tevens bestaat er een lijst van landen die door de organisatie sterk in de gaten worden gehouden. Beide lijsten worden jaarlijks bijgewerkt.
Vijanden van het internet:
- Myanmar
- China
- Cuba
- Iran
- Noord-Korea
- Saoedi-Arabië
- Syrië
- Turkmenistan
- Oezbekistan
- Vietnam

Landen onder toezicht
- Australië
- Bahrein
- Wit-Rusland
- Egypte
- Eritrea
- Frankrijk
- Libië
- Maleisië
- Rusland
- Zuid-Korea
- Sri Lanka
- Thailand
- Tunesië
- Turkije
- Verenigde Arabische Emiraten
- Venezuela

#### Europa
Veertien Europese landen, waaronder Nederland en België, nemen sinds 2004 deel aan het Cospol Internet Related Child Abusive Material Project (CIRCAMP) tegen kinderpornografie. Politiediensten van deze landen verzorgen een gezamenlijke zwarte lijst in samenwerking met Interpol. Domeinnamen op deze Interpol "Worst of"-List (IWOL) worden door de nationale politiediensten meegedeeld aan de Internetaanbieders, die op vrijwillige basis kunnen beslissen de toegang te ontzeggen. Bezoekers worden dan omgeleid naar een stoppagina. Deze werkwijze is later veralgemeend tot de hele Europese Unie.
In het algemeen verbiedt de Verordening netneutraliteit internetaanbieders om inhoud te blokkeren, maar er zijn uitzonderingen, onder meer op basis van Europese wetgeving: zo werden de websites van RT.com en Sputnik in 2022 in de hele EU geblokkeerd na het instellen van sancties tegen Rusland. De Nederlandse Vereniging van Journalisten toonde zich bezorgd over de mediablokkade. Een bij het Europees Hof ingesteld beroep tegen de beslissing werd op 27 juli 2022 verworpen.

#### België
Belgische internetproviders kunnen van het parket het bevel krijgen om de toegang tot binnenlandse of buitenlandse websites te blokkeren. De vordering van de Procureur des Konings wordt gecommuniceerd via de Federal Computer Crime Unit of de Kansspelcommissie. Bezoekers krijgen dan de stoppagina van de Belgische overheid te zien, gehost door Fedict. Voor dit "ontoegankelijk maken van in een informaticasysteem opgeslagen gegevens" moet een dubbele voorwaarde vervuld zijn:
- de gegevens vormen het voorwerp van een misdrijf of zijn eruit voortgekomen; en
- de gegevens zijn strijdig met de openbare orde of de goede zeden of leveren een gevaar op voor de integriteit van informaticasystemen.

Vooral sinds 2009 is dit ruime instrument ook in de praktijk toegepast. De getroffen websites werden onder meer verdacht van: het organiseren van kansspelen zonder vergunning, privacyschendingen door "pedojagers", inbreuken op het auteursrecht (bv. het Belgische luik van de Amerikaanse operatie In our sites), verkoop van illegale medicijnen zoals anabole steroïden... In juni 2013 waren er in totaal 83 websites geblokkeerd. In 2014 was dit opgelopen tot 127, alleen al voor de buitenlandse websites. Daaronder waren ook racistische, extremistische, discriminerende en lasterlijke websites. 
Via het meldpunt van e-cops kunnen burgers illegale websites aangeven en hun blokkering vragen. Als het Belgische gerecht een website viseert die onder het beheer valt van DNS Belgium of Eurid, kan het deze wereldwijd offline halen. De procedure tot vrijgave kent geen onafhankelijk toezicht en moet per fax worden ingesteld. Ze verloopt via een zogenaamd strafrechtelijk kortgeding, met verzoekschrift bij de procureur des Konings en een beroepsmogelijkheid bij de kamer van inbeschuldigingstelling.
Er bestaat ook een burgerrechtelijke procedure die DNS-blocking toelaat. Ze werd gebruikt tegen The Pirate Bay, maar bleek weinig effectief. Het Hof van Beroep te Antwerpen ging bij arrest van 26 september 2011 weliswaar in op de eis van B.A.F., maar het blokkeren van elf domeinnamen bleek niet afdoende.
Volgens sommige academici is met dit alles in België sprake van een echte overheidscensuur, die de essentie van het internet als een neutraal doorgiftemechanisme aantast.

### Tijdelijke sluitingen
Via de nieuwe (sociale) media speelde het internet een cruciale rol bij de opstanden van de Arabische Lente in onder meer Egypte en Tunesië. Autoritaire overheden besluiten daarom steeds vaker om de toegang tot het internet, of minstens tot sociale media zoals Facebook, Twitter en WhatsApp te beperken of zelfs volledig af te sluiten in tijden van reële of potentiële sociale onrust. 
Enkele voorbeelden: 
- India sloot in Kasjmir in 2020 maandenlang het internet af als reactie op de onlusten, een maatregel die het Hooggerechtshof ongrondwettelijk noemde.[22] Eerder waren in het land tussen 2012 en 2019 minstens 278 sluitingen geteld[23]
- in Tsjaad eisten burgers in maart 2019 opnieuw toegang tot de sociale media, die al een jaar lang afgesloten waren[24]
- in Soedan werd het internet tijdens de onlusten van 2019 tijdelijk verhinderd of afgesloten[25]
- in Zimbabwe oordeelde het Hooggerechtshof in januari 2019 het afsluiten van het internet tijdens de onlusten illegaal[26]
- na de Aanslagen in Sri Lanka op 21 april 2019 werd de toegang tot sociale media gedurende 9 dagen opgeschort[27]
- in China werd, afgezien van de permanente censuur door de Great Firewall, naar aanleiding van de herdenking van het Tiananmenprotest op 4 juni 2019 extra censuur ingesteld op het internet.

#### Aantal sluitingen
Precieze cijfers van het aantal sluitingen of verstoringen van internet door de overheid zijn moeilijk te vergaren. Het Duitse statistiekbureau Statista tracht sedert 2011 het aantal sluitingen of verstoringen van het internet op bevel van overheden te tellen, overal ter wereld. Het aantal sluitingen gaat in stijgende lijn, hetgeen ook bevestigd wordt door de gegevens van de NGO AccessNow.org.
| Jaar | Aantal sluitingen |
| ---- | ----------------- |
| 2011 | 3                 |
| 2012 | 12                |
| 2013 | 22                |
| 2014 | 17                |
| 2015 | 33                |
| 2016 | 75                |
| 2017 | 109               |
| 2018 | 188               |

De sociale media zijn de eerste slachtoffers: de toegang tot bepaalde sites wordt dan volledig afgesloten, of bemoeilijkt door het verkeer te vertragen. Een stap verder is het volledig afsluiten van het internetverkeer, al kan dit omzeild worden door gebruik te maken van VPN’s. Weliswaar kan ook die sluipweg afgesneden worden, maar overheden doen dat niet zo gemakkelijk omdat dan ook buitenlandse diplomaten en grote ondernemingen alle contact verliezen.

### Vaak getroffen websites
Websites die het vaakst worden geweerd via internetcensuur zijn:
- Pornografische sites
- Aan pedofilie gerelateerde sites
- Sites voor het delen van media, zoals Flickr en YouTube[31]
- Sociaalnetwerksites zoals Facebook en Twitter
- Wikipedia (vrije neutrale kennis)
- WikiLeaks[32]
- Politieke blogs[33]
- Nazi- en soortgelijke sites — met name in Frankrijk en Duitsland[34]
- Religieuze websites
- Filesharing- en P2P-related websites
- Google – vooral in China en Cuba[35]
- Sites voor en over het omzeilen van censuur
- Buitenlandse websites
- 4chan

## Regulering van de inhoud
Een meer indirecte vorm van controle over de informatie, vooral dan op sociale media, verloopt door regulering van online inhoud: inhoudelijke moderatie van berichten en informatie. Dit fenomeen wordt door critici beschouwd als een aantasting van de vrijheid van meningsuiting en dus een vorm van censuur, maar voorstanders vinden het een maatschappelijke noodzaak.